# Хосе Анхель Сіганда
Хосе Анхель «Куко» Сіганда (ісп. José Ángel Ziganda, нар. 1 жовтня 1966, Ульцама, Іспанія) — іспанський футболіст, що грав на позиції нападника. По завершенні ігрової кар'єри — тренер. З літа 2022 року очолює тренерский штаб «Уески».
Виступав, зокрема, за клуби «Осасуна» та «Атлетік Більбао», а також національну збірну Іспанії.

## Клубна кар'єра
Народився 1 жовтня 1966 року в місті Ульцама. Вихованець футбольної школи клубу «Осасуна».
У дорослому футболі дебютував 1985 року виступами за команду клубу «Осасуна Б», в якій провів три сезони. 
Своєю грою за цю команду привернув увагу представників тренерського штабу клубу «Осасуна», до складу якого приєднався 1987 року. Відіграв за клуб з Памплони наступні чотири сезони своєї ігрової кар'єри. Більшість часу, проведеного у складі «Осасуни», був основним гравцем атакувальної ланки команди.
1991 року уклав контракт з клубом «Атлетік Більбао», у складі якого провів наступні сім років своєї кар'єри гравця.  Граючи у складі «Атлетика» також здебільшого виходив на поле в основному складі команди.
Завершив професійну ігрову кар'єру у клубі «Осасуна», у складі якого вже виступав раніше. Прийшов до команди 1998 року, захищав її кольори до припинення виступів на професійному рівні у 2001.

## Виступи за збірні
1991 року дебютував в офіційних матчах у складі національної збірної Іспанії. Протягом кар'єри у національній команді, яка тривала 4 роки, провів у формі головної команди країни лише 2 матчі. Також провів 5 матчів і забив 4 голи за невизнану міжнародними футбольними організаціями збірну Країни Басків з футболу.

## Кар'єра тренера
Розпочав тренерську кар'єру, повернувшись до футболу після невеликої перерви, 2005 року, очоливши тренерський штаб клубу «Осасуна Б», де пропрацював з 2005 по 2006 рік.
2006 року став головним тренером команди «Осасуна», тренував клуб з Памплони два роки.
Згодом протягом 2009–2010 років очолював тренерський штаб клубу «Херес».
Протягом тренерської кар'єри також очолював команду клубу «Більбао Атлетік».
2017 року очолив тренерський штаб команди «Атлетік Більбао», з яким пропрацював до травня 2018 року. Звільнений за невдалі результати команди: при ньому «Атлетік» вилетів у 1/8 фіналу Ліги Європи та був на 14-ому місці в Ла-Лізі.
18 лютого 2020 року очолив «Реал Ов'єдо». Залишив команду 8 червня 2022 року по завершенні контракту.
За п'ять днів, 13 червня 2022 був оголошений новим очільником тренерського штабу «Уески».

## Тренерська статистика
Станом на 25 жовтня 2020
| «Осасуна Б»       | Іспанія | 2005–06   | 38  | 14  | 15  | 9   | 36,84 |
| «Осасуна»         | Іспанія | 2006–08   | 106 | 36  | 27  | 43  | 33,96 |
| «Херес»           | Іспанія | 2009–10   | 19  | 1   | 4   | 14  | 05,26 |
| «Більбао Атлетік» | Іспанія | 2011–2017 | 242 | 100 | 63  | 79  | 41,32 |
| «Атлетік Більбао» | Іспанія | 2017–2018 | 54  | 17  | 17  | 20  | 31,48 |
| «Реал Ов'єдо»     | Іспанія | 2020–2022 | 101 | 36  | 39  | 26  | 35,64 |
| «Уеска»           | Іспанія | 2022–     | 0   | 0   | 0   | 0   | —     |
| Загалом           | Загалом | Загалом   | 560 | 204 | 165 | 191 | 36,43 |